# Pseudaphycus utilis
Pseudaphycus utilis är en stekelart som beskrevs av Timberlake 1923. Pseudaphycus utilis ingår i släktet Pseudaphycus och familjen sköldlussteklar.
Artens utbredningsområde är:
- Bermuda.
- Dominikanska republiken.
- Puerto Rico.

Inga underarter finns listade i Catalogue of Life.